# Catocala sara
Catocala sara là một loài bướm đêm trong họ Erebidae.